# Radartoren De Lange Neel

Radartoren De Lange Neel is een radarpost op het eiland Neeltje Jans in de Nederlandse provincie Zeeland. De toren, die in 2016 gereed kwam, is onderdeel van de Schelderadarketen die het scheepvaartverkeer begeleidt dat havens aan de rivier de Schelde als bestemming heeft. Tot de bouw ervan is in 2010 besloten door de Permanente Commissie van Toezicht op de Scheldevaart. De radartoren is van belang voor het detecteren en volgen van de scheepvaart in het aanloopgebied van de Westerschelde en haar mondingen richting ankergebied de Steenbank in de Noordzee.
De Nederlandse Rijkswaterstaat en het Vlaamse Agentschap Maritieme Dienstverlening en Kust zijn gezamenlijk verantwoordelijk voor een veilige en vlotte afhandeling van het scheepvaartverkeer van en naar Vlaamse en Nederlandse havens aan de Schelde. Ze bekostigden samen de bouw van de radartoren. Zowel Nederlandse als Vlaamse verkeersleiders maken gebruik van de radarbeelden van de Schelderadartoren.
De toren heeft een hoogte van 127 meter t.o.v. NAP en is na de televisietoren in Goes het hoogste bouwwerk in de Provincie Zeeland.

## Werking
Hoe hoger een radarinstallatie staat, hoe verder de radiosignalen komen. De antenne van de radartoren zendt radiogolven uit richting zee vanaf 127 meter hoogte. Ze zijn gericht op de Steenbank: een belangrijk ankergebied zo’n 40 kilometer voor de Zeeuwse kust. Schepen wachten hier tot ze beloodst worden en toestemming krijgen de Westerschelde op te varen. Op basis van de door zich daar bevindende schepen weerkaatste radiogolven bepaalt de radarsoftware wat de afstand tot het object is, wat de grootte is, hoe snel het zich verplaatst en in welke richting het gaat. Deze informatie gaat naar het Schelde Coördinatie Centrum in Vlissingen. Verkeersleiders zien de objecten vervolgens op hun radarscherm en gebruiken deze informatie bij het begeleiden van het scheepvaartverkeer.